# 兵庫県立神戸高等学校の人物一覧
兵庫県立神戸高等学校人物一覧（ひょうごけんりつこうべこうとうがっこうのじんぶついちらん）は、兵庫県立神戸高等学校（および前身である兵庫県立第一神戸中学校、兵庫県立第一神戸高等女学校）に関係する著名な人物の一覧記事。

## 著名な教職員
- 安東聖空（兵庫県立神戸第一高等女学校習字科担当教諭[1]、書家、日本芸術院会員、文化功労者）
- 稲富栄次郎（1929年3月31日から1931年3月31日まで兵庫県立第一神戸中学校教諭、哲学者、上智大学名誉教授）
- 置塩壽 （1943年（昭和18年）に兵庫県立神戸第一高等女学校（兵庫県立神戸高等学校の前身の一校）へ赴任、篤志家）
- 竹中敏浩（兵庫県立神戸高等学校教頭、兵庫県立三木東高等学校第14代校長、兵庫県立北摂三田高等学校第12代校長）
- 西谷卯木（元兵庫県立第一神戸高等女学校及び元兵庫県立神戸高等学校教諭[2]、書家、日展評議員、日本書芸院相談役顧問、従五位勲四等瑞宝章）

## 著名な出身者

### 学者
- 飯尾潤（政治学者、政策研究大学院大学教授）
- 伊藤正己（憲法学者、東京大学名誉教授、元最高裁判所判事、元東京大学法学部学部長、日本学士院会員、文化功労者、文化勲章受章）
- 岩井宜子（法学者、専修大学名誉教授）
- 植田康成（言語学者、広島大学大学院文学研究科教授）
- 浮田典良（人文地理学者、神戸高校在学中はサッカー部に所属[3]、京都大学名誉教授、人文地理学会・日本地理学会会長）
- 大塚金之助（経済学者、一橋大学名誉教授、日本学士院会員）
- 大野健一（経済学者、政策研究大学院大学名誉教授）
- 緒方富雄（血清学者・医学史学者、医学博士、東京大学名誉教授、元東京大学医学部教授、勲三等旭日中綬章・オランダ国 オラニエ＝ナッサウ勲章コマンダー章受章、アメリカ医師会各名誉会員、日蘭協会副会長、ギリシヤ国コス市名誉市民、緒方洪庵の曾孫）
- 河岡義裕（ウイルス学者、元東京大学医科学研究所教授、東京大学名誉教授、紫綬褒章受章、文化功労者）
- 川崎恭治（法学者、一橋大学名誉教授）
- 高津春繁（言語学者、東京大学名誉教授）
- 河野与一（哲学者、元東北帝国大学教授）
- 小寺敬一（経営学者、元関西学院高等商業学部教授・元関西学院短期大学商科教授）
- 近藤忠義 （日本文学者、法政大学名誉教授）
- 榊原茂樹（経営学者、神戸大学名誉教授）
- 坂元正一（医学者、東京大学名誉教授、勲二等瑞宝章受章）
- 嵯峨山茂樹（工学者、東京大学教授）
- 白土博通（工学者、元京都大学教授、従四位瑞宝小綬章追叙）
- 周達生（文化人類学者、国立民族学博物館名誉教授）
- 新堀通也（社会学者、広島大学名誉教授、武庫川女子大学名誉教授）
- 新間進一（国文学者、青山学院大学名誉教授）
- 末永隆甫（経済学者、大阪市立大学名誉教授、元神戸商科大学学長、従三位勲三等旭日中綬章受章）
- 末元善三郎（天文学者、元東京大学附属東京天文台長、日本学士院賞受賞、勲二等瑞宝章受章）
- 杉原保史（心理学者、京都大学教授）
- 鈴木武雄（経済学者、東京大学名誉教授、元武蔵大学学長）
- 滝川幸辰（刑法学者、元京都大学総長、日本学士院会員、北野中に転校、正三位勲一等瑞宝章受章）
- 多木浩二（芸術学者、元千葉大学教授）
- 武光誠（歴史学者、明治学院大学名誉教授）
- 竹山宜典（医学者、近畿大学名誉教授）
- 田中二郎（法学者、元最高裁判所判事、元東京大学法学部学部長、日本学士院会員、文化功労者）
- 田端泰子（歴史学者、京都橘大学名誉教授、元学長[要出典]
- 丹波康太郎 （会計学者、元神戸大学教授）
- 陳來幸（歴史学者、兵庫県立大学名誉教授）
- 鶴光太郎（経済学者、慶應義塾大学教授）
- 十一元三（医学者、精神科医、元京都大学大学院医学研究科・医学部教授、京都大学名誉教授）
- 徳田御稔（動物学者、元京都大学助教授）
- 直木孝次郎（歴史学者、大阪市立大学名誉教授）
- 丹生潔（物理学者、名古屋大学名誉教授、仁科記念賞受賞、従四位）
- 西谷敏（法学者、大阪市立大学名誉教授）
- 則武保夫（経済学者、神戸大学名誉教授）
- 原秀六（法学者、滋賀大学名誉教授）
- 日野原重明（聖路加国際病院理事長、勲二等瑞宝章・文化勲章受章/ 入学式で袴の紐で遊んでいたことを教員に咎められ、これに憤慨した母親が一中を辞めさせ、関西学院に転入学したと伝えられる。）
- 平井泰太郎（経営学者、神戸大学名誉教授、勲二等瑞宝章受章）
- 平澤茂一（情報工学者、早稲田大学名誉教授）
- 平手小太郎（工学者、東京大学名誉教授）
- 広重徹 （物理学者、科学史家、元日本大学教授、神戸一中卒）
- 福山薫（気象学者、三重大学名誉教授）
- 古川靖洋（経営学者、関西学院大学総合政策学部教授）
- 別宮貞徳（英文学者、翻訳家、元上智大学教授）
- 村上敦（経済学者、神戸大学名誉教授、関西国際大学初代学長・名誉教授、瑞宝中綬章受章）
- 本田喜代治（社会学者、元名古屋大学文学部長）
- 水谷一雄（経済学者、神戸大学名誉教授、勲二等瑞宝章受章）
- 嶺重慎（天文学者、京都大学名誉教授）
- 本山美彦（経済学者、京都大学名誉教授）
- 守屋毅（日本文化史学者、元国立民族学博物館教授、サントリー学芸賞（芸術・文学部門）受賞）
- 矢内原忠雄（経済学者、元東京大学総長、日本学士院会員、正三位勲一等瑞宝章受章）
- 游仲勲 （経済学者、亜細亜大学教授等歴任、日本華僑華人学会創始者・初代会長）
- 吉川幸次郎（中国文学者、京都大学名誉教授、日本芸術院会員、文化功労者、新制高校校歌を作詞、漢文ではないやまとことばの詞を書いた数少ないひとつであると歌詞発表当時の神戸高校新聞に記載されている）
- 吉田敏弘（地理学者、國學院大學文学部教授）
- 頼富本宏 （仏教学者、僧侶、国際日本文化研究センター・総合研究大学院大学文化科学研究科教授、種智院大学第10代学長）

### 文化人
- 稲垣武（ジャーナリスト、元朝日新聞記者）
- 海野十三（SF作家）
- 河岡潮風（作家）
- 河上徹太郎（文芸評論家、日本芸術院会員、文化功労者 / 府立一中に転校）
- 後藤比奈夫（俳人）
- 小松左京（SF作家）
- 今日出海（作家、初代文化庁長官、文化功労者、勲一等瑞宝章受章）
- 十一谷義三郎（作家）
- 竹久夢二（詩人、画家 / 中退、竹久夢二美術館）
- 多木浩二（美術評論家）
- 田宮虎彦（作家）
- 津村信夫（詩人）
- 津村秀夫（映画評論家）
- 友岡子郷（俳人）
- 中原佑介（美術評論家）
- 松岡享子（翻訳家、児童文学研究者）
- 松竹伸幸（ジャーナリスト・かもがわ出版編集長、自衛隊を活かす:21世紀の憲法と防衛を考える会事務局長）
- 松本重治（ジャーナリスト、国際文化会館創設者、文化功労者）
- 村上春樹（作家、フランツ・カフカ賞等受賞、スペイン芸術文学勲章等受章）
- 山田真哉（作家、公認会計士）

### 法曹
- 今崎幸彦（第21代最高裁判所長官）

### 政界
- 伊東信久（医師、衆議院議員）
- 扇千景（第26代参議院議長、初代国土交通大臣、元宝塚歌劇団、桐花大綬章受章）
- 國弘正雄（エディンバラ大学特任客員教授、元参議院議員、勲三等旭日中綬章受章）
- 鴻池祥肇（参議院議員、元国務大臣）
- 正森成二（元衆議院議員）
- 山縣勝見（第23･24代厚生大臣、元参議院議員）
- 和田有一朗（衆議院議員、元兵庫県議会議員）

### 財界
- 朝倉次郎（元川崎汽船社長、元日本船主協会会長）
- 井深大（ソニー創業者、文化功労者、本校の敷地内にある一誠会館には氏の功績を称える井深記念ホールがある[4][5]）
- 岡崎忠雄（神戸岡崎銀行社長、神戸銀行初代取締役会長）
- 亀井忠夫（日建設計社長）
- 亀井正夫（住友電気工業元社長、勲一等旭日大綬章受章）
- 河本春男（本校教諭兼蹴球部監督、ユーハイム元社長）
- 北尾吉孝（SBIホールディングス代表取締役執行役員CEO）
- 久万俊二郎（阪神電気鉄道元社長）
- 小寺新六郎（元ユニチカ社長）
- 坂井信也（阪神電気鉄道元会長、阪神タイガース元オーナー、日本民営鉄道協会元会長）
- 白洲次郎（第4代貿易庁長官、東北電力元会長）
- 谷口典彦（元富士通副社長、神戸大学教授）
- 筒井義信 （日本生命保険相互会社社長・会長、日本経済団体連合会副会長・会長）
- 範多龍太郎（元大阪鐵工所（現：日立造船）所主）
- 森村義行（森村財閥関連諸会社重役、森村学園理事長）
- 橋本雅博（住友生命保険代表取締役会長）

### 官僚
- 石川雅恵（国際連合女性機関日本事務所長、元国際連合人口基金資金調達官）
- 伊原義徳（元科学技術事務次官、元日本原子力研究所理事長、元日本原子力学会会長、勲一等瑞宝章受章）
- 宇敷赳夫（台湾総督府技師（1917 - 1941年）、当時の台北駅・嘉義駅・台南駅などの設計者）
- 梅谷順子 （地方公務員、兵庫県丹波県民局長、兵庫県理事、公益財団法人兵庫県青少年本部理事長、令和6年度兵庫県立神戸高等学校同窓会副会長）
- 大久保裕晴（金融官僚、元日本銀行神戸支店長）
- 大野龍太（大蔵次官 / 帝人事件では特別銀行課長で訴追）
- 川西実三（元埼玉県・長崎県・京都府・東京府知事、日赤社長、元内務官僚、川西杯の寄贈者、勲一等瑞宝章受章）
- 佐野忠克（元経済産業審議官、鳩山由紀夫内閣総理秘書官（政務担当））
- 野田健（元警視総監、内閣危機管理監）
- 藤本潔（元農林水産省消費・安全局長）
- 松下康雄（第27代日本銀行総裁、元大蔵事務次官 瑞宝大綬章受章）

### 公的医療
- 大西祥男（医師、地方独立行政法人加古川市民病院機構理事長、加古川中央市民病院院長）
- 夫律子（医師、国立病院機構香川小児病院総合周産期母子医療センター産婦人科初代医長）
- 向原伸彦（医師、兵庫県立姫路循環器病センター院長）

### サッカー
- 生駒友彦（金川造船社長、元日本代表）
- 井上健（元日本代表）
- 市橋時蔵（元日本代表）
- 岩谷俊夫（元日本代表、日本サッカー殿堂掲額）
- 右近徳太郎（ベルリン五輪日本代表）
- 大谷一二（元日本代表、東洋紡績元会長）
- 大谷四郎（サッカー記者、日本サッカー殿堂掲額）
- 岡田吉夫（元日本代表）
- 賀川太郎（元日本代表、日本サッカー殿堂掲額）
- 賀川浩（サッカーライター、日本サッカー殿堂掲額）
- 笠原隆（元日本代表）
- 加藤信幸（元日本代表）
- 杉本茂雄（元日本代表）
- 大仁邦彌（元日本代表、第13代日本サッカー協会会長、旭日小綬章受章）
- 高山忠雄（元日本代表、神戸高校初代校長）
- 津田幸男（元日本代表）
- 鴇田正憲（メルボルン五輪日本代表、日本サッカー殿堂に選出）
- 直木和（元日本代表）
- 二宮洋一（元日本代表、日本サッカー殿堂選出）
- 則武謙（元日本代表）
- 播磨幸太郎（元日本代表）
- 細谷一郎（元日本代表　Jリーグマッチコミッショナー）
- 宮田孝治（元日本代表選手）
- 山路修（元日本代表）
- 若林竹雄（元日本代表）

### その他スポーツ
- 泉谷祐勝（アマチュア野球選手、宮内省野球班創設者）
- 奥村竹之助（元 ラグビー日本代表監督）
- 鎌仲政昭（元プロ野球選手/中日ドラゴンズ）
- 中沢不二雄（初代パシフィック・リーグ会長　野球殿堂 / 荏原中に転校）
- 花谷泰広（登山家、第21回ピオレドール賞・第8回ピオレドールアジア賞を受賞)）
- 馬場豊（飛込競技選手、メルボルン五輪日本代表）
- 東山勝英（元 神戸製鋼ラグビー部主将）
- 湯川正夫（日本ラグビーフットボール協会第4代会長、八幡製鐵副社長）

### 芸能
- 上田吉二郎（俳優）
- 桑名みどり（元女優）
- 志村喬（俳優）
- 高島忠夫（俳優、3年時に退学）
- 南風洋子（女優）
- 山村聡（俳優）

### マスコミ
- 浅田若菜（東海ラジオアナウンサー）
- 安部まみこ（中京テレビアナウンサー）
- 今城和久（NHKアナウンサー）
- 勝恵子（フリーアナウンサー）
- 住田功一（NHKアナウンサー）
- 曽根かおる（元テレビ朝日アナウンサー、現：国際連合広報センター【東京】所長）
- 戸澤真帆（元テレビ宮崎アナウンサー）
- 長嶋賢一朗（元朝日放送アナウンサー）
- 花房果子（元高知放送アナウンサー）
- 山田泰三（元名古屋テレビアナウンサー）

### 音楽・芸術
- 朝比奈千足（指揮者、大阪文化祭賞・在日外国人記者クラブ賞・神戸市文化奨励賞受賞、神戸フィルハーモニック音楽監督）
- 稲垣立男（アーティスト、法政大学教授）
- 奥野翔太（ベーシスト、WEAVERのメンバー）
- 河邉徹（ドラマー、WEAVERのメンバー）
- 金昌国（フルート奏者、東京藝術大学フルート科教授、神戸市文化賞受賞）
- 久保浩（彫刻家）
- 河野文昭（チェリスト、大阪府文化祭賞・藤堂顕一郎音楽賞受賞、東京藝術大学名誉教授）
- 杉本雄治（ボーカリスト、WEAVERのメンバー、現在はONCEとしてソロ活動）
- 高嶋弘之（音楽ディレクター・プロデューサー）
- 名倉誠人（音楽家・マリンバ奏者、英国王立音楽院栄誉会員（ARAM））

### 軍人
- 奥田喜久司（元海軍少将）
- 小島秀雄（元海軍少将）
- 酒井隆（元陸軍中将）
- 四方諒二（元陸軍少将）
- 寺本武治（元海軍少将）
- 宮崎俊男（元海軍大佐）

### その他
- 池長孟（美術品収集家）
- 樺美智子（学生運動家）
- 木南陽介（レノバ設立者）
- 白井新平（アナキスト、社会運動家）
- 瀬戸本淳（建築家）
- 永田喜彰（クイズ王。第13回アメリカ横断ウルトラクイズ準優勝。）
- 橋本美穂（通訳者）
- 森朗（気象予報士）